# Gut Seestermühe

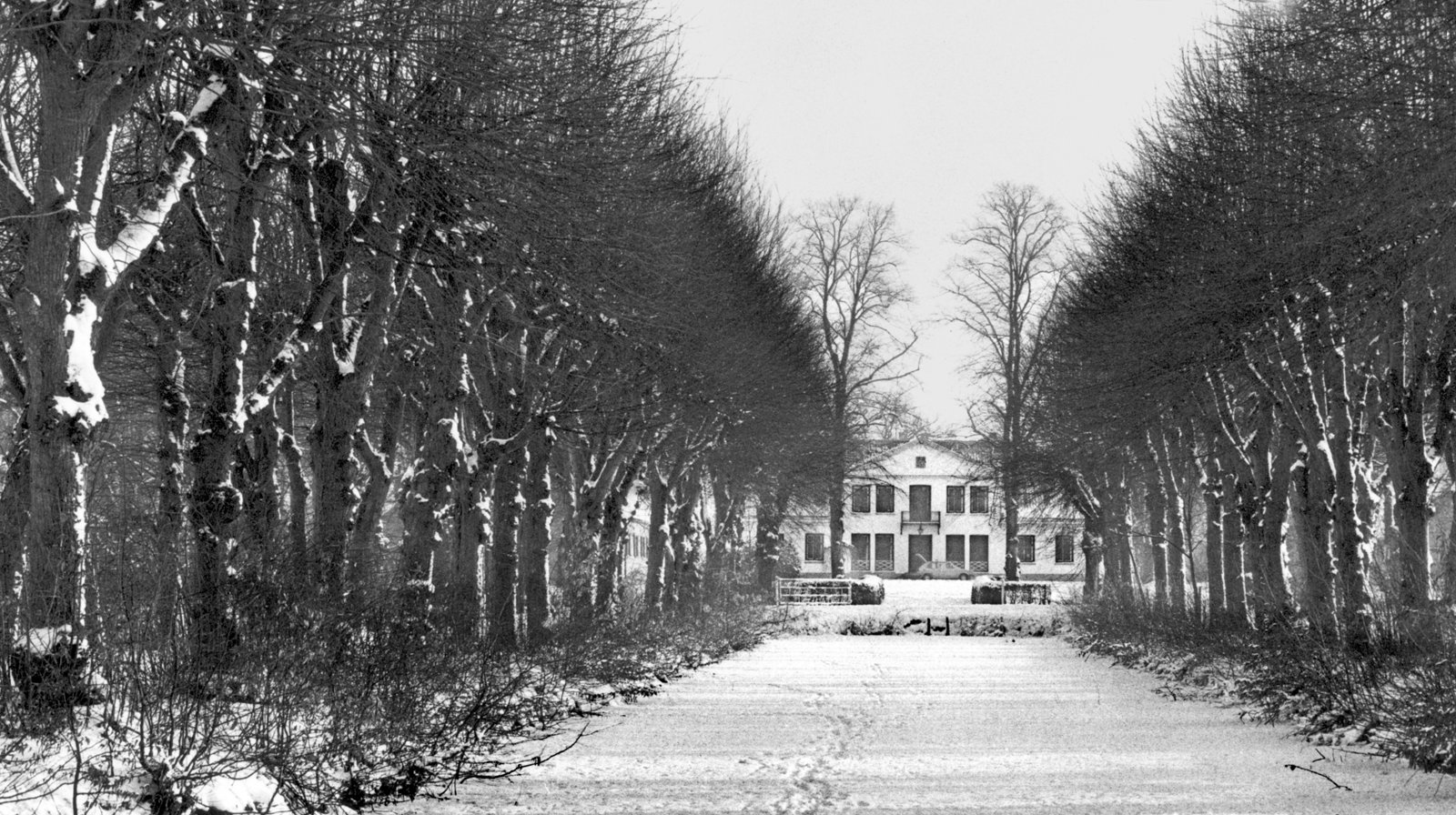
Lindenallee mit Herrenhaus

Das Gut Seestermühe in Seestermühe ist neben dem Haseldorfer Gut die zweite Gutsanlage in den Pinneberger Elbmarschen. Außer dem repräsentativen Herrenhaus sind mehrere Nebengebäude erhalten. Gartenbaulich bedeutsam ist eine 680 Meter lange vierreihige Lindenallee, an deren Ende ein barocker Gartenpavillon steht. Die Allee ist ein Relikt einer größeren französischen Gartenanlage, die um 1710 angelegt wurde.

## Geschichte

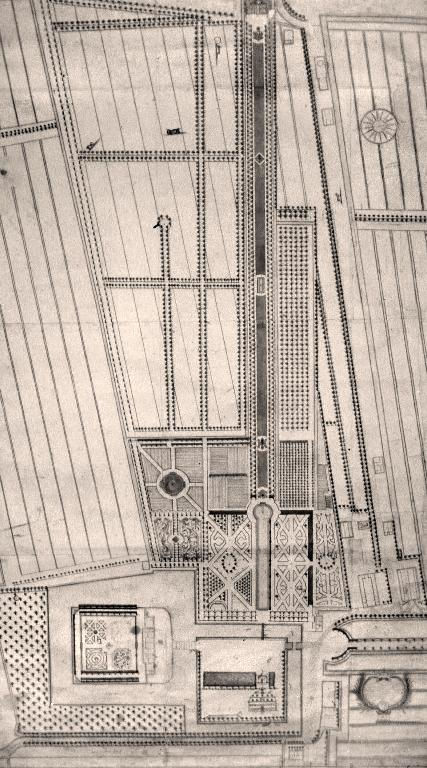
Gutsanlage im Jahr 1750, gezeichnet vom Gärtner Trophim Samaschikoff, im Original 216 × 119 cm

Seestermühe wurde 1141 erstmals urkundlich erwähnt. Es zählte zu der Zeit zu den Besitzungen des  Erzbischofs Adalbert von Bremen und seiner Nachfolger. Auch die Geschichte des Gutes geht vermutlich so weit zurück.
- 1494 erwarb Hans von Ahlefeldt die Hoheitsrechte über die Marschengüter der Vogtei Haseldorf vom dänischen König. Dazu gehörten die Kirchspiele Haseldorf, Bishorst, Haselau, Kollmar und Neuendorf einschließlich der Seestermüher Marsch. Über mehrere Jahrhunderte blieb das Gut Seestermühe im Besitz der Ahlefeldts.
- 1697 wurde im jetzigen Schlossgarten – also nicht dort, wo das heutige Gutshaus steht – mit dem Bau eines dreistöckigen Herrenhauses begonnen. Im Jahr 1713, kurz nach seiner Fertigstellung, brannte es allerdings ab und wurde nicht wieder aufgebaut.
- 1710 legte der königlich-dänische Diplomat Hans Hinrich von Ahlefeldt einen prunkvollen Garten im französischen Stil an. Davon sind die 680 Meter lange Allee und der Gartenpavillon erhalten.
- 1752 kaufte Georg Ludwig Graf von Kielmansegg das verschuldete Gut für 150.000 Taler.
- Von 1758 bis 1899 wechselten viermal die Besitzverhältnisse (innerhalb der Familie Kielmansegg).
- 1851 erbte Graf Adolf von Kielmansegg,  der letzte hannoversche Gesandte in London, den Besitz. Am Vorabend des preußischen Einmarsches in Holstein nahm er sich am 8. Juni 1866 auf dem Gut das Leben.
- Bis zur Übernahme durch Preußen 1867 war das Gut auch Patrimonialgericht.[1]
- 1920 erbte Alexander Graf von Kielmansegg den Besitz. Er heiratete Elisabeth Prinzessin von Schönaich-Carolath, die Tochter des Gutsnachbarn in Haseldorf.
- Ab 1956 war Friedrich Christian Graf von Kielmansegg der Gutsherr in Seestermühe, er verstarb 1982.
- 1976 übernahm sein Sohn Georg Ludwig Graf von Kielmansegg den Gutsbetrieb.
- Von 1997 bis 2016 verwaltete Gisela Gräfin von Kielmansegg den Familienbesitz nach dem Tod ihres Mannes.
- Seit 2016 leitet Alexander Graf von Kielmansegg den Familienbesitz.[2]

## Erhaltene Gebäude

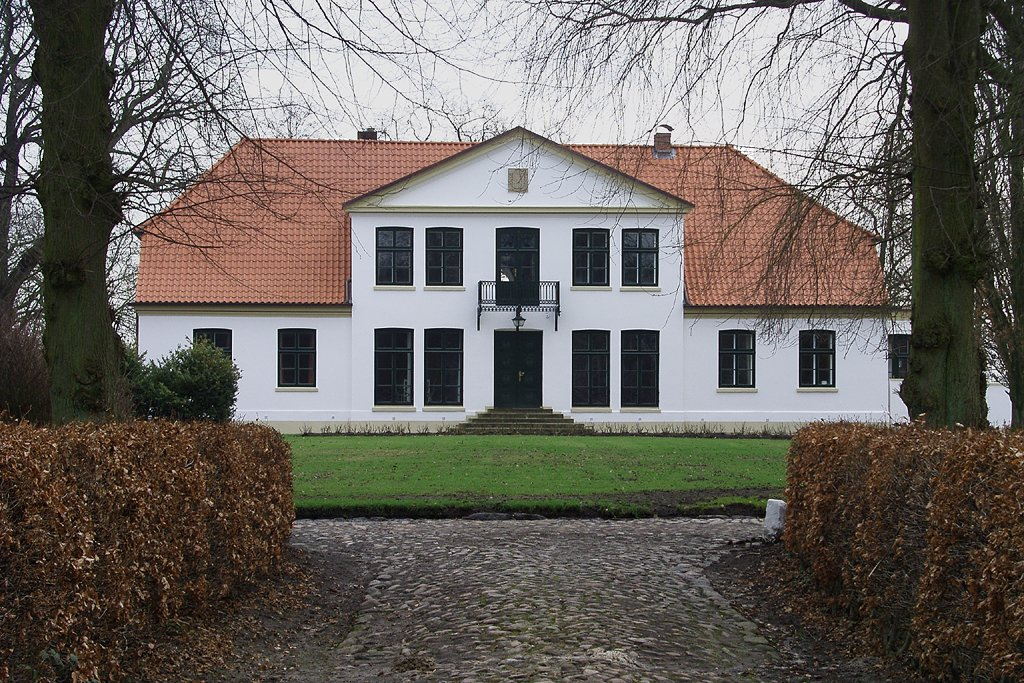
Herrenhaus

Das Herrenhaus aus dem 18./19. Jahrhundert ist ein eingeschossiges, neunachsiges Bauwerk mit einem zur Lindenallee ausgerichteten Mittelrisalit. Das Haus steht am Südostende der Sichtachse, an deren Nordwestende das Teehaus steht. Südöstlich des Gebäudes befindet sich ein von Gräben umschlossenes, nahezu quadratisches Grundstück. Dort stand das erste Herrenhaus. Es brannte 1713 ab und wurde nicht wieder aufgebaut. 
Das Teehaus steht am Ende der vierreihigen Lindenallee. Es wurde 1760 erstellt, vermutlich nach Plänen des Barockbaumeisters Ernst Georg Sonnin. Es handelt sich um einen Backsteinbau mit Kuppeldach über länglich-achteckigem Grundriss. Die Wände sind durch Pilaster gegliedert. Das Innere wurde 1818 umgestaltet. Nach einer Sanierung im Jahr 1927 gelangte das Gebäude unter Heimatschutz (heute Denkmalschutz). Weitere Sanierungen erfolgten in den 1960er Jahren und 1981. Seit 1981 ist im Teehaus eine Wohnung eingebaut.
Das Mausoleum der Familie Kielmansegg wurde 1904 etwas abseits der Lindenallee gebaut. Es ist ein Backsteinbau mit flachem Satteldach. Der Giebel wird an der Spitze von einem Kreuz abgeschlossen, über dem Eingangsportal ist ein Wappen angebracht.
Das sogenannte Glockenhaus ist ein Backsteinbau mit Satteldach, das einen Dachreiter für Turmuhr und Glocke aufweist. Es dient als Wirtschaftsgebäude des Gutes. Ursprünglich vor 1800 entstanden, brannte es 1900 ab und wurde dann in der heutigen Form wieder aufgebaut. 1958 wurde es umgestaltet, unter anderem um Lager für Kernobst zu schaffen.
Das ehemalige Armenhaus von 1835 geht auf eine Stiftung der Adelsfamilie von Ahlefeldt aus dem Jahr 1645 zurück. In den Jahren 1952 bis 1954 baute man das Gebäude um, um es als Dorfschule zu nutzen. Dazu fügte man einen Nebentrakt an. 1974 wurde der Schulbetrieb in Seestermühe eingestellt. Heute befindet sich das Gebäude in Besitz der Gemeinde und dient als Bürgerhaus und Kindergarten. Bei dem Bau handelt es sich um eine dreiflügelige, eingeschossige Anlage in Backsteinbauweise. Der neun Achsen breite Mitteltrakt weist einen schmalen zweigeschossigen Risalit auf, dessen Giebel von einem Kreuz abgeschlossen wird.
Das sogenannte Meierhaus wurde 1793 gebaut. Es beherbergte unter anderem eine Meierei, Stallungen für Pferde und Bullenaufzucht, sowie Wohnräume für Gutsangestellte. 1976 wurde das Haus zu Wohnzwecken umgebaut. Dabei hat man die teilweise Ziegeldeckung durch Reet ersetzt.
Es handelt sich um ein Zweiständer-Fachhallenhaus von 15 Fach ursprünglich mit Längsdurchfahrt. Das Innere wurde durch mehrfache Umbauten erheblich verändert. Der vordere Giebel mit Halbwalm und Fachwerk zeigt noch den ursprünglichen Zustand. Die Grootdör und die Türen zu den Kübbungen (ehemals Stallungen) sind erhalten. Einige Gefache sind mit Ziermauerwerk ausgefüllt.

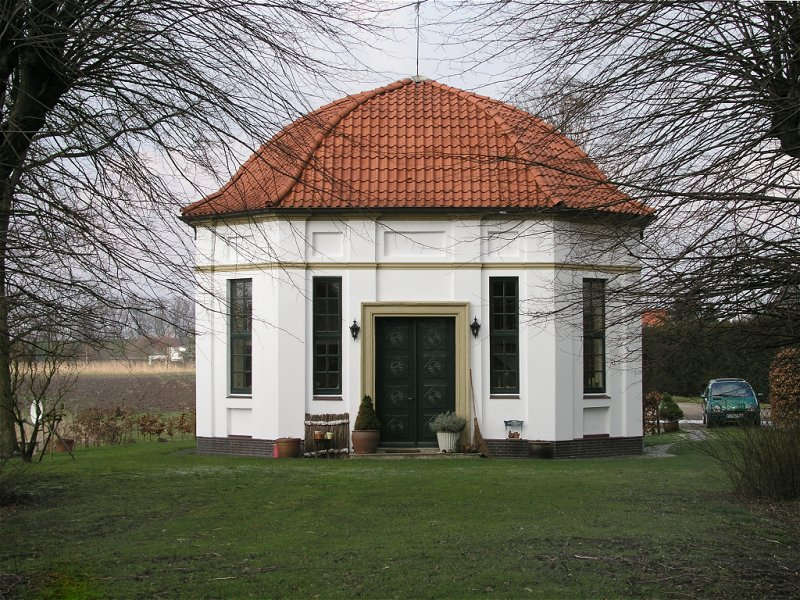
Teehaus (1760)
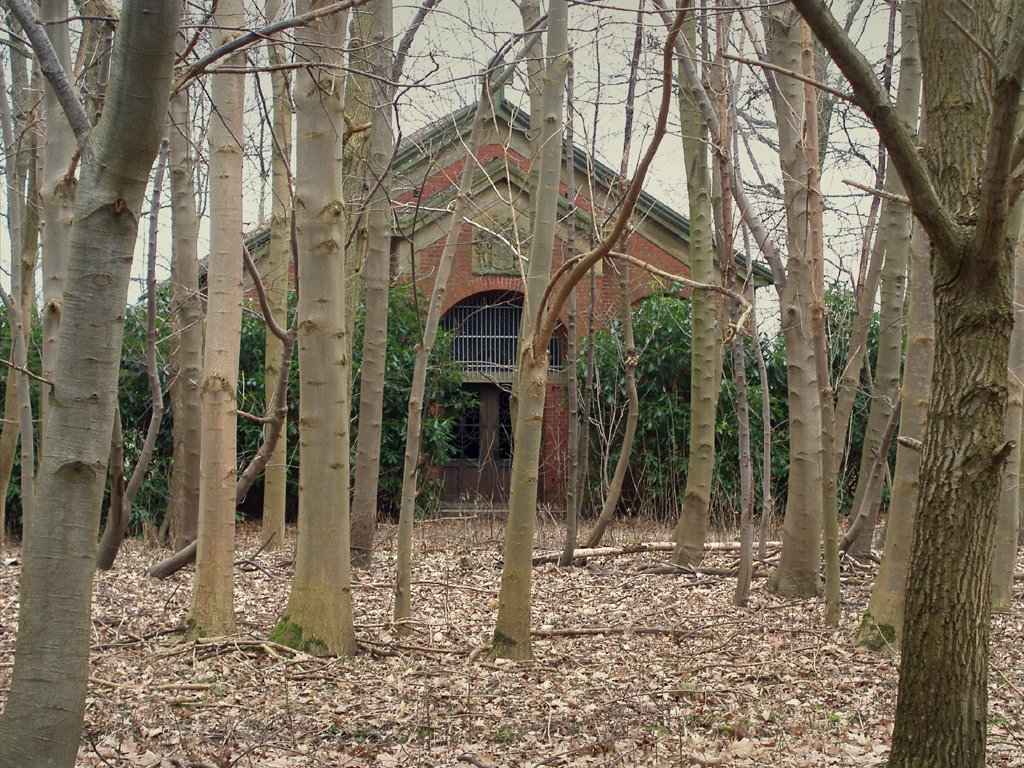
Mausoleum (1904)
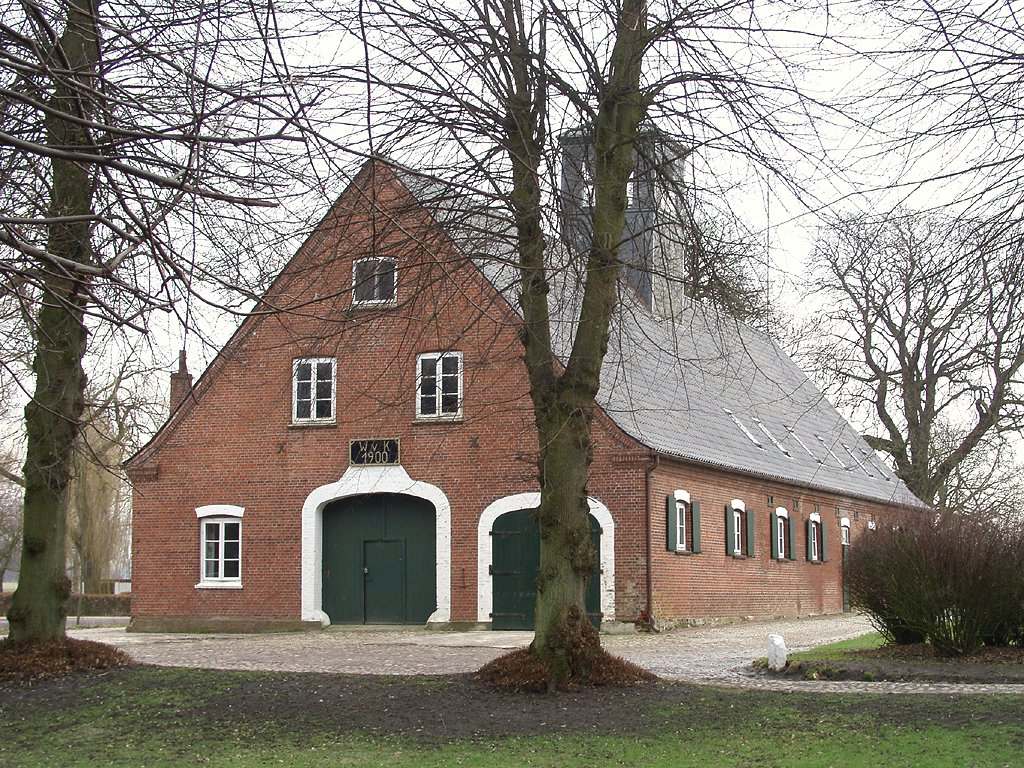
Glockenhaus (1900)
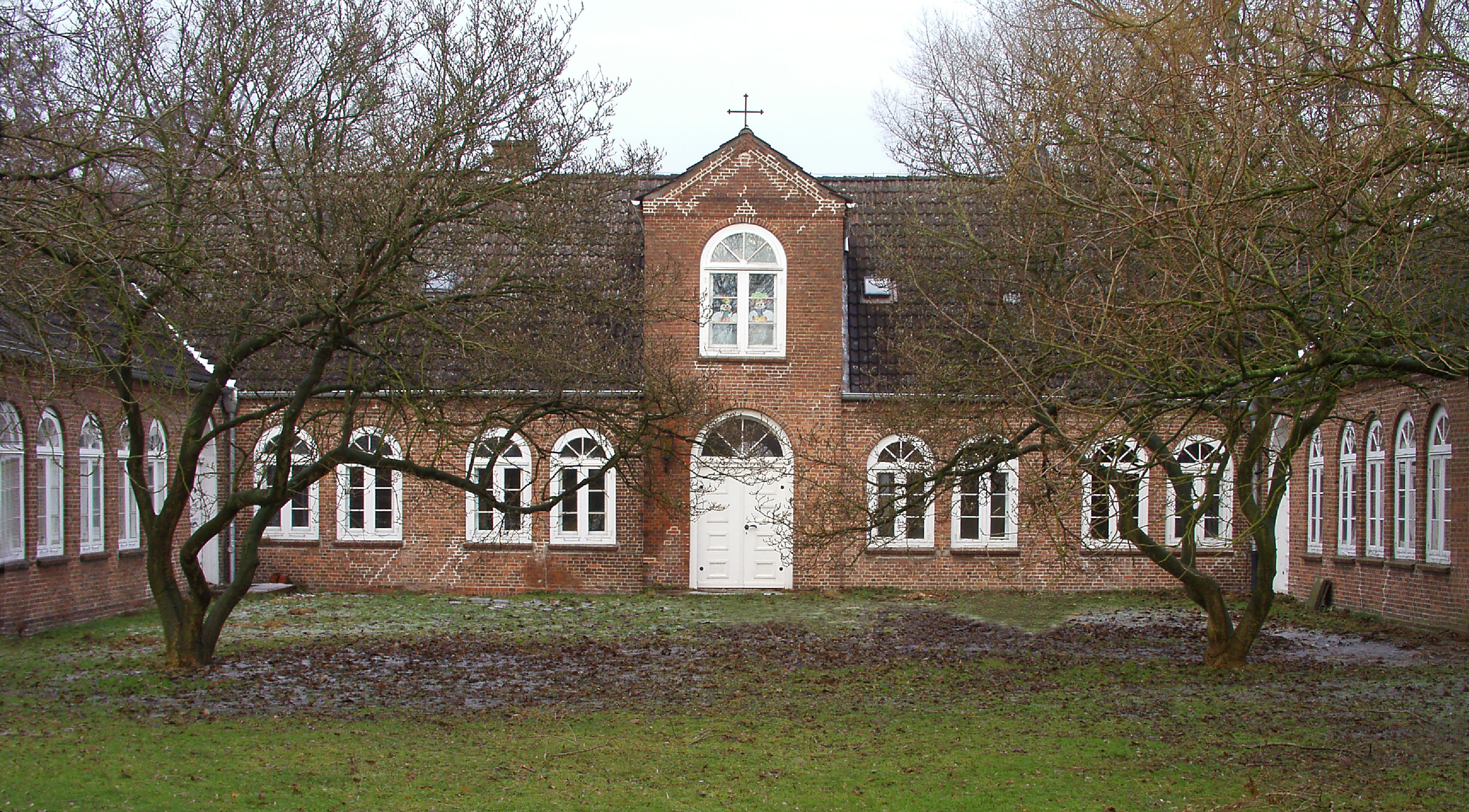
Armenhaus (1835)
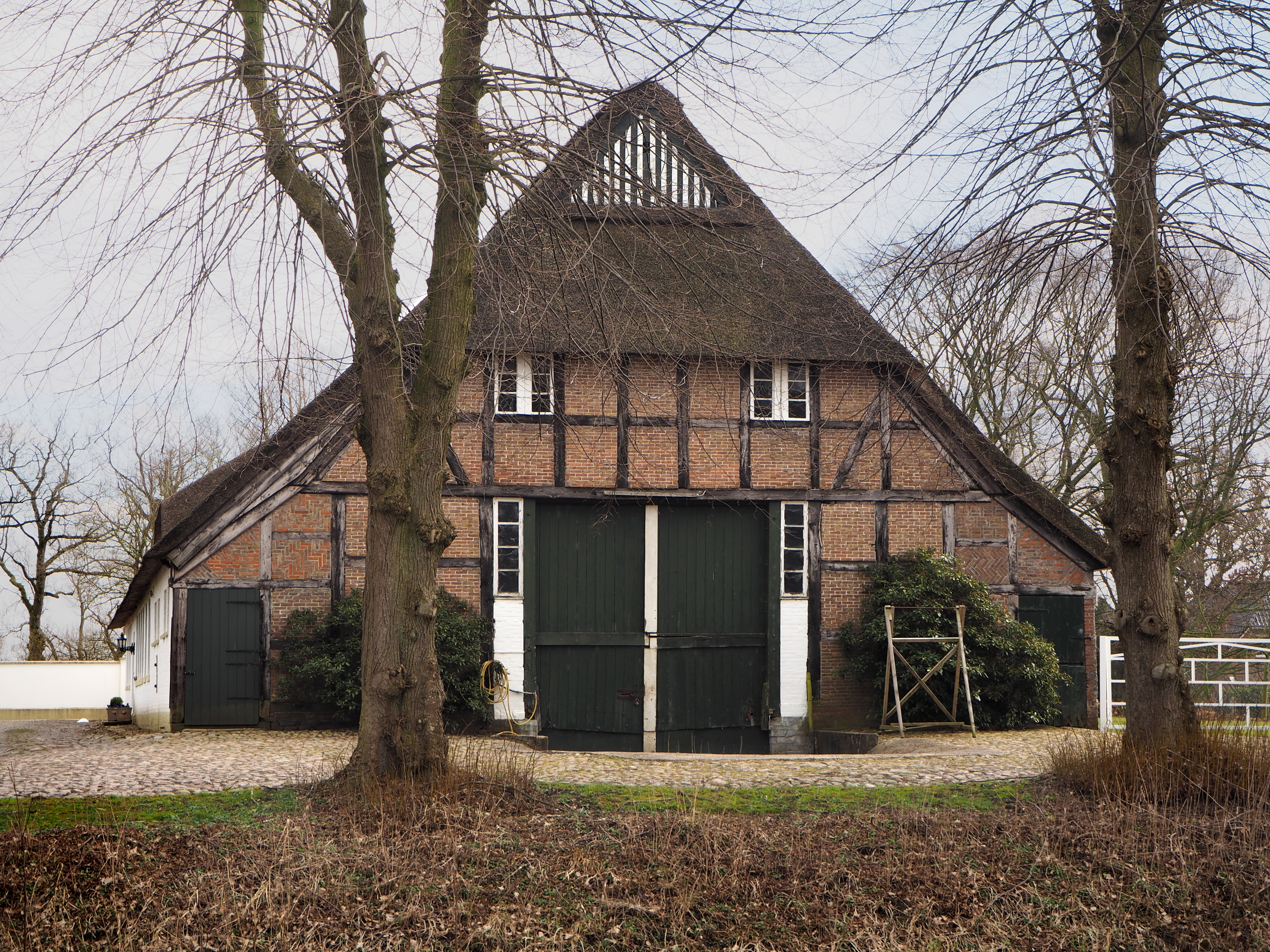
Meierhaus (1793)

## Der Gutsgarten
Zwischen 1700 und 1710 entstand der Barockgarten des Adligen Gutes Seestermühe für Hans Hinrich von Ahlefeld (1656–1720). Dieser war königlich-dänischer Diplomat am sächsischen und englischen Hof und begleitete als Kammerherr den dänischen Kronprinzen auf Auslandsreisen. Dort lernte er die berühmten klassisch-französischen Gärten Versailles, Marly oder auch Chantilly kennen. Auf ihn sind die Anlage des Barockgartens und der Ausbau des Gutshofes mutmaßlich zurückzuführen. Praktische Unterstützung erfuhr er dabei vermutlich von dem Gärtner Johann Driessen, der von 1706 bis 1712 in Seestermühe tätig gewesen ist. Der Garten galt bereits in seiner Entstehungszeit als eine der bedeutendsten Anlagen im Land. Er war der erste Gutsgarten Schleswig-Holsteins, der sich stilistisch an den Ideen des französischen Gartenarchitekten am Hof Ludwigs des XIV., André Le Nôtre (1613–1700), orientierte.
Die Gutsanlage besteht aus zwei etwa quadratischen, hintereinander liegenden Inseln, die von einem unterschiedlich breiten Burggraben umgeben und mit einer Brücke untereinander verbunden waren. Der damalige Lustgarten lag westlich der Wirtschaftshofinsel, dessen Kanalachse auf das Gutshaus ausgerichtet war. Hinter dem rund abschließenden Kanal erstreckt sich eine Doppelallee aus Linden, die ein Tapis vert rahmt. Rund einen halben Kilometer weiter westlich zielt sie auf das barocke Teehaus als Point de vue. Dieses errichtete vermutlich der Hamburger Architekt Ernst Georg Sonnin (1713–1794). Ausgedehnte Obst- und Küchengärten lagen südlich, östlich und auch westlich der beiden Inseln.
Anders als viele andere Barockgärten ist der Garten von Seestermühe im 19. Jahrhundert nicht landschaftlich überformt worden. Seine Grundstruktur mit der großen Doppelallee mit Kanal und dem Teehaus am Ende dieser 680 Meter langen Hauptgartenachse ist bis heute erhalten. Im Jahr 1904 ließ William Graf von Kielmansegg (1854–1920) ein neoromanisches Mausoleum im nördlich der Hauptachse gelegenen Erlenwald errichten. 
Hans Hinrich von Ahlefeldts Sohn Benedikt von Ahlefeldt ließ – wie zuvor sein Vater in Seestermühe – in den Jahren nach 1726 auf Gut Jersbek einen französischen Barockgarten anlegen, der den von Seestermühe an Grandiosität noch übertraf.

## Bewirtschaftung/Naturschutz
Zum Gut Seestermühe gehören umfangreiche Ländereien in der Seestermüher Marsch. Nachdem 1969 der Elbdeich gebaut worden war, konnten die eingedeichten landwirtschaftlichen Flächen intensiver genutzt werden, da sie überschwemmungssicher waren. Bisher verpachtete Flächen in diesem sogenannten Außenkoog wurden in Eigenbewirtschaftung zurückgenommen. Für den Getreideanbau baute man dort eine Getreidetrocknungsanlage mit Lagerhalle.
Außerhalb des Landesschutzdeichs liegen die Eschschallen, ein Gelände, das dem Wechsel der Gezeiten ausgesetzt ist. Dieses fünf Kilometer lange Außendeichgelände zwischen Pinnau- und Krückaumündung gehörte ursprünglich auch zu den Gutsländereien. Es wurde von der Gutsverwaltung verkauft an die Stiftung Naturschutz Schleswig-Holstein und ist seitdem Naturschutzgebiet.